# Endasys leucocnemis
Endasys leucocnemis är en stekelart som beskrevs av Luhman 1990. Endasys leucocnemis ingår i släktet Endasys och familjen brokparasitsteklar. Inga underarter finns listade i Catalogue of Life.